# Квинт Фабриций
Квинт Фабриций (на латински: Quintus Fabricius) е политик на Римската република през края на 1 век пр.н.е.
Произлиза от фамилията Фабриции, произлизаща от Алетриум. Той е приятел на Цицерон. През 57 пр.н.е. Квинт Фабриций е народен трибун. Атакува Публий Клодий Пулхер (синът на Публий Клодий Пулхер и Фулвия).
Според Monumentum Ancyranum и Дион Касий той става суфектконсул през 36 пр.н.е.